# Knol
A Knol a Google projektje volt 2007 és 2012 között, aminek keretében a felhasználók cikkeket írhattak szinte bármilyen témában. A Knolba bárki írhatott, de csak a valós nevén, és alapesetben csak a saját szövegeit szerkeszthette, máséba nem javíthatott bele. A látogatók a szövegváltozatokat értékelhették, így a jobb munkát végző szerzők nagyobb olvasottságra számíthattak, amiből a szócikkeik mellett opcionálisan elhelyezhető reklámok révén is profitálhattak. A szolgáltatás az eredeti tervek szerint integráns része lett volna a Google keresőjének, a találati oldal tetején megjelenítve a releváns Knol-bejegyzést.
A Knol 2012-es megszűnése óta a cikkek letölthetők vagy más oldalakra (pl. WordPress) exportálhatók.